# 布勞爾鎮區 (北卡羅萊納州蘭道夫縣)
布勞爾鎮區（英語：Brower Township）是位於美國北卡羅萊納州蘭道夫縣的一個鎮區。

## 地方資料
布勞爾鎮區的面積為82.87平方千米，皆為陸地。根據2020年美國人口普查的數據，當地共有人口784人，而人口密度為每平方千米9.46人。